# Período das Primaveras e Outonos

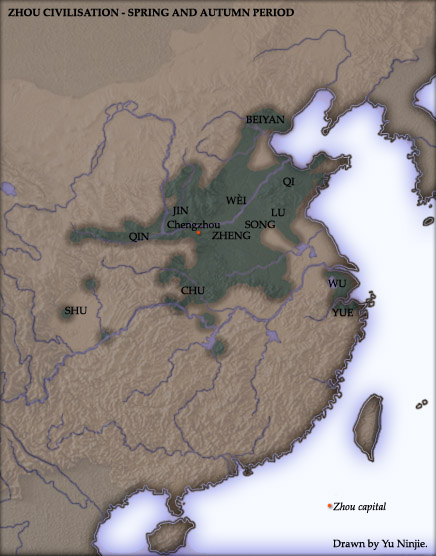
Mapa da China durante o período das Primaveras e Outonos.

O período das Primaveras e Outonos (Chūnqiū Shídài) representou uma era na história da China entre 722 a.C. e 481 a.C., que corresponde aproximadamente à primeira metade do Período Zhou Oriental. Este período tomou o seu nome dos Anais das Primaveras e Outonos, uma crónica do período cuja autoria se atribuía tradicionalmente a Confúcio. Durante o período das Primaveras e Outonos, o poder descentralizou-se. Este período foi marcado por batalhas e anexações entre uns 170 pequenos estados. O lento progresso da nobreza resultou num aumento na alfabetização; o incremento na alfabetização estimulou a liberdade de pensamento e o avanço tecnológico. Esta era foi seguida pelo período dos Reinos Combatentes.

## O poder de Zhou em declive
A queda da capital da dinastia Zhou ocidental, Hao, marca o começo do período das Primaveras e Outonos. Após o saque da capital pelas tribos nômadas ocidentais, o príncipe coroado Ji Yijiu fugiu para este. Durante a fuga da capital ocidental ao este, o rei Zhou apoiou-se nos senhores de Qin, Chang e Jin para se proteger dos invasores e dos senhores rebeldes. Transferiu a capital de Zhou desde Zhongzhou (Hao) a Chengzhou (actual Luoyang) no vale do Rio Amarelo.
A nobreza Zhou em fuga não tinha apoios fortes nos territórios orientais; inclusive a coroação do príncipe regente teve de ser apoiada por aqueles estados para ter sucesso. Com a influência de Zhou muito reduzida, limitando-se a Luoyang e às áreas próximas, a corte Zhou não podia por mais tempo sustentar seis grupos de soldados a pé. Os posteriores reis Zhou tiveram de solicitar ajuda de nobres mais poderosos do que si próprios para se protegerem das revoltas e para resolver as lutas internas pelo poder. A corte de Zhou nunca voltou a recuperar a sua autoridade original; foi relegada a governar, mas sob o controle dos outros estados feudais. Ainda que os reis de Zhou nominalmente tenham retido o Mandato Celestial, o título não lhes davam nenhum poder.

## Ascensão dos hegemónicos
O primeiro nobre a ajudar os reis de Zhou foi o duque Zuang de Chang. Foi o primeiro a estabelecer o sistema de hegemonia (霸, bà), cujo propósito era manter o antigo sistema protofeudal. Através do sistema de hegemonia, o estado mais forte dentro do reino assumia o encargo de proteger a corte Zhou e os demais estados mais fracos do reino contra as invasões dos povos bárbaros. Localizadas nos quatro pontos cardinais, as tribos "bárbaras" (povos nómadas assentados nas fronteiras de China) eram os Nanman (sul), Dongyi (leste), xirong (oeste) e beidis (norte).
Todos os chamados estados "civilizados", no entanto, encontravam-se de fato compostos de uma mescla; daí que não existia uma linha clara que separasse os estados "civilizados" dos povos nómadas. No entanto, estas tribos, étnica e culturalmente diferentes, tinham as suas próprias e únicas civilizações em determinadas áreas. Alguns grupos étnicos estavam tão substancialmente civilizados e eram tão poderosos, medindo-se-os pelos padrões chineses, que as suas entidades políticas, incluindo Wu e Yue, são inclusive incluídas em algumas versões entre os cinco grandes senhores.
Os novos e poderosos estados encontravam-se ansiosos de manter os privilégios aristocráticos acima da ideologia tradicional de apoiar a entidade dirigente débil em tempos de mal-estar (匡扶社稷, kuang fú shè jì), que havia sido propagada amplamente durante a Dinastia Zhou para consolidar o poder desta família.
Os duques Huan de Qi e Wen de Jin continuaram os passos para estabelecer um sistema feudal, que trouxe uma estabilidade relativa, ainda que durante períodos mais curtos que anteriormente. As anexações incrementaram-se, favorecendo a vários dos estados mais poderosos, incluindo Qin, Jin, Qi e Chu. O papel dos senhores deslocou-se gradualmente desde a intenção manifestada de proteger aos estados mais débeis. O poder dos senhores eventualmente converteu-se num sistema de hegemonia dos estados maiores sobre os estados satélites mais débeis de origem chinesa e "bárbara".
Os grandes estados usaram o pretexto da protecção e da ajuda para intervir e obter vantagens sobre os estados menores durante as suas lutas internas. Os senhores posteriores procediam em sua maioria destes grandes estados. Proclamaram-se a si mesmos como amos de seus territórios, sem sequer reconhecer a figura fantoche de Zhou. O estabelecimento do sistema de administração local (Jun e Xi'an), com os oficiais assinalados pela governação, deu, aos estados, um melhor controlo sobre os seus domínios. Os impostos facilitaram o comércio e a agricultura mais que o protofeudalismo.
Os três estados de Qin, Ji e Qi não só optimizaram a sua própria força, mas repeliram o estado meridional de Chu, cujos governantes se haviam proclamado a si mesmos reis. Os exércitos Chus gradualmente foram invadindo a bacia do Rio Amarelo. O etiquetar dos Chu como os "bárbaros meridionais" (Chu Man) não era mais que um pretexto para advertir os Chus para que não interviessem nas suas respectivas esferas de influência. A invasão de Chu foi posta à prova várias vezes em três grandes batalhas com cada vez mais violência - a Batalha de Chengpu, a Batalha de Bi e a Batalha de Yanling; o resultado foi a restauração dos estados de Chen e Cai.

## O mutável ritmo da guerra
Depois de um período de guerras cada vez mais exaustivas, Qi, Qin, Jin e Chu finalmente juntaram-se para uma conferência de desarmamento em 579 a.C., onde essencialmente os outros estados se converteram em satélites. Em 546 a.C., Jin e Chu celebraram uma nova trégua.
Esta era de paz foi só um prelúdio ao caos do período dos Reinos Combatentes. Cada um dos quatro poderosos estados se encontrava consumido em contínuas lutas pelo poder. Seis famílias proprietárias de terras faziam a guerra umas às outras em Jin. Inimigos políticos eliminaram a família Chen em Qi. A legitimidade dos governantes era com frequência desafiada nas guerras civis por vários membros da família real em Qin e Chu. Uma vez que todos estes combatentes pelo poder se estabeleceram firmemente em seus domínios, o derramamento de sangue entre os estados continuaria no período dos Reinos Combatentes. Este período começou oficialmente em 403 a.C. quando as três famílias que ainda ficavam da elite em Jin -Zhao, Wei e Han- dividiram o estado; a impotente corte de Zhou foi forçada a reconhecer a sua autoridade.
Durante o relativamente pacífico século VI a.C., os dois estados costeiros no actual Zhejiang, Wu e Yue, começaram a ganhar gradualmente mais poder. No caso de Wu, tal poder deveu-se muito à atração de grandes talentos, com Wu Tzu Hsü e Sun Tzu, e à aliança forjada com Jin.
Em 499 a.C., o filósofo Confúcio se tornou o primeiro-ministro do estado de Lu. Tradicionalmente, Confúcio é tido como o escritor ou editor dos Anais da Primavera e Outono, crônica histórica do estado de Lu. Outros estados do período também escreveram suas próprias crônicas, porém só a de Lu se conservou até os dias de hoje. Muitas das informações de que hoje dispomos sobre o período da Primavera e Outono vêm desses anais. Dois anos após assumir o cargo, Confúcio foi obrigado a renunciar. O filósofo, então, percorreu diversos estados da região, acabando por retornar a Lu, onde não assumiu mais cargos políticos e se tornou professor. Sima Qian diz que, no fim do período da Primavera e Outono, Confúcio editou o Clássico da Poesia, o Shujing e o Clássico dos Ritos e escreveu a totalidade dos Anais da Primavera e Outono. Embora muitos outros filósofos chineses, como Lao Zi e Sun Tzu, também tenham atuado no período, suas ideias provavelmente só seriam registradas por escrito no período seguinte da história chinesa, o período dos Reinos Combatentes.
Após derrotar e expulsar ao rei Fu Chai de Wu, o rei Gou Jian de Yue converteu-se no último grande senhor reconhecido.
Após a partição do estado de Jin entre 481 e 376 a.C. e a usurpação do estado de Qi pelo clã Tian entre 481 e 379 a.C., se encerra o período das Primaveras e Outonos, quando as disputas políticas se localizavam principalmente dentro de cada estado, e se inicia o período dos Reinos Combatentes, que se caracteriza pelas disputas entre os vários estados em busca da hegemonia.